# Torpedo (Automobilbauart)

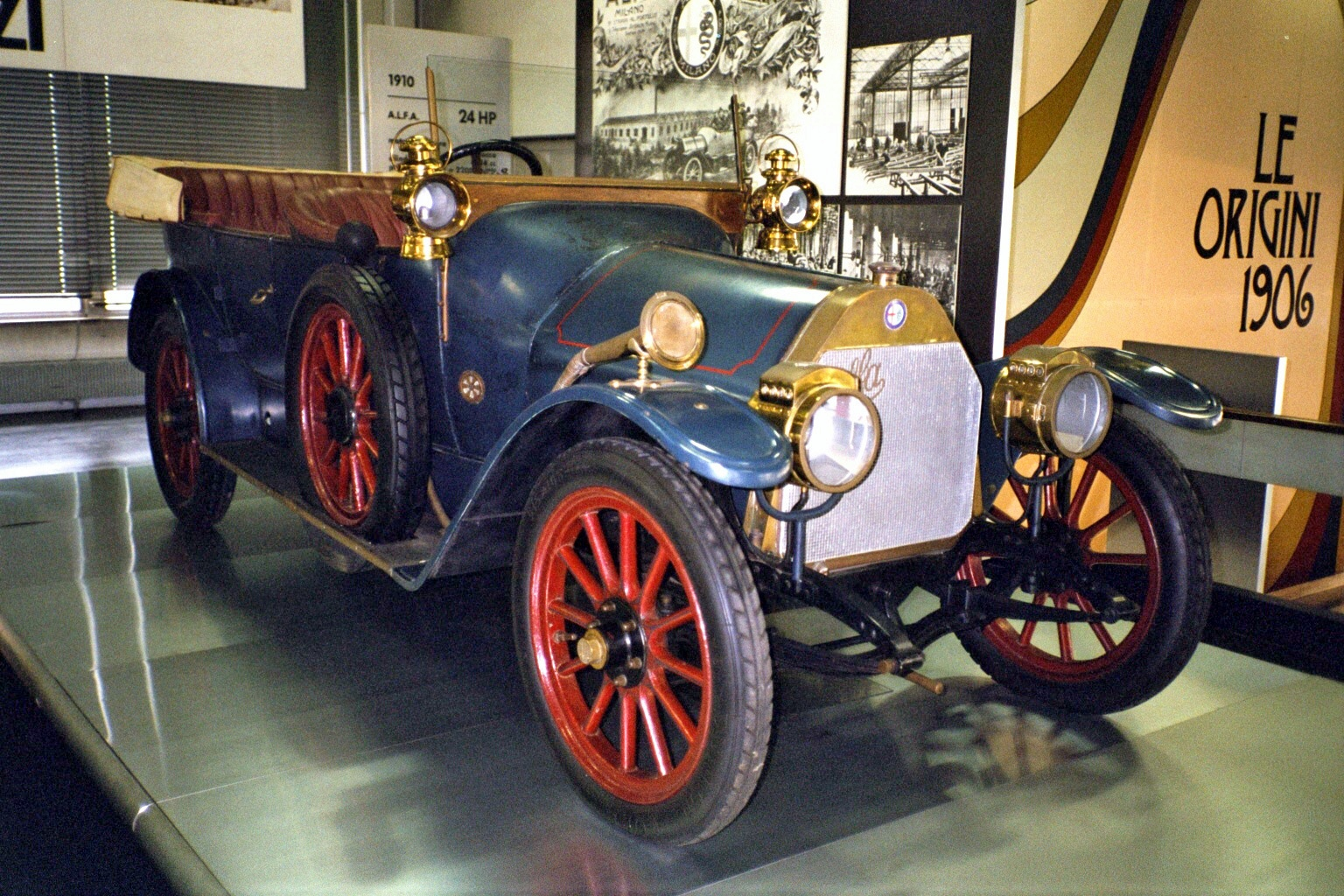
A.L.F.A. 24 HP Torpedo von 1910

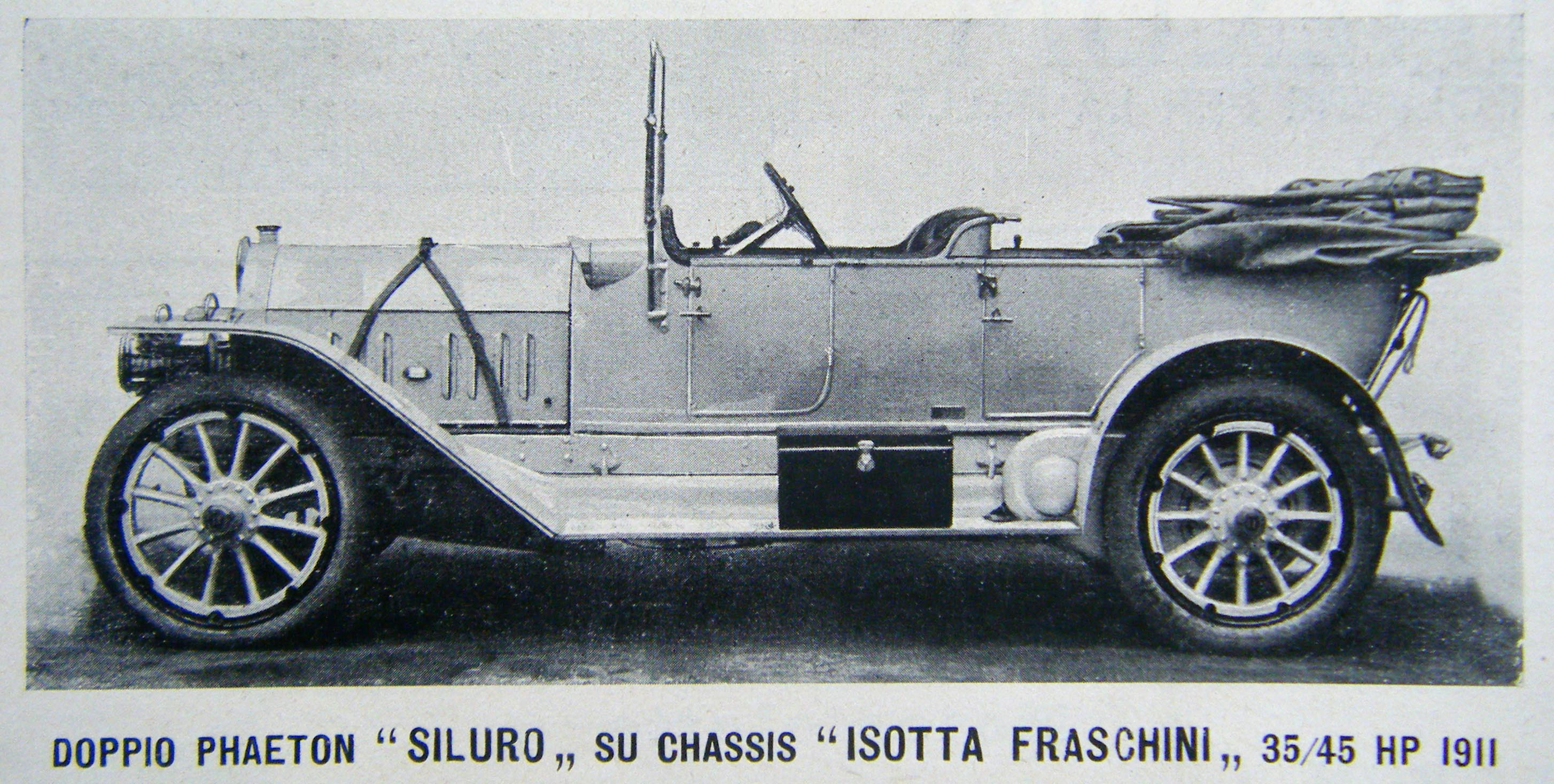
Isotta Fraschini 35/45 HP Doppel-Phaeton-Torpedo („Siluro“) von 1911

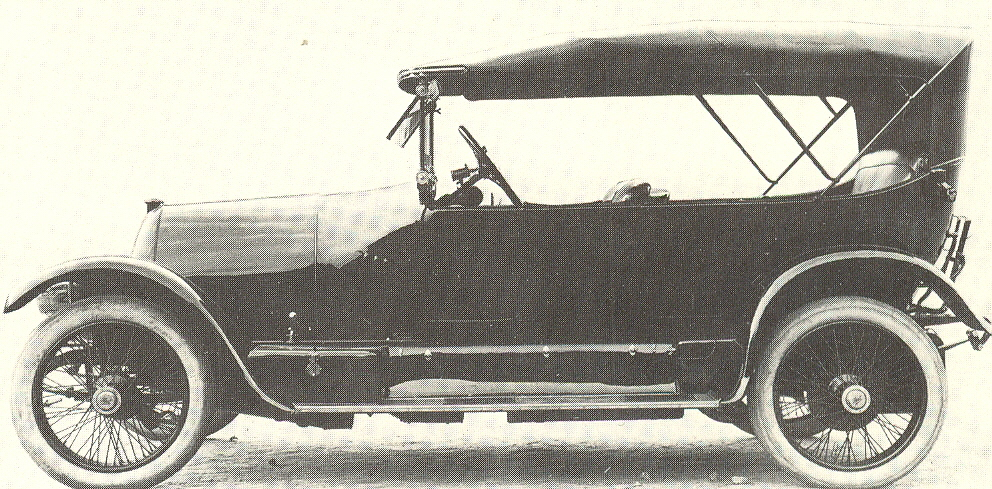
Fiat Tipo 3 Torpedo von 1912

Der Torpedo ist eine Automobilbauart (Karosseriebauform), die von Anfang des 20. Jahrhunderts bis Mitte der 1930er-Jahre hergestellt wurde und vor dem Zweiten Weltkrieg gänzlich verschwand.

## Geschichte
Die Bezeichnung Torpedo wurde 1908 von dem belgischen Autohändler Captain Theo Masui eingeführt, der in London als Importeur der französischen Automobilmarke Grégoire agierte und eine stromlinienförmige Karosserie mit dem Namen The Torpedo entwarf.
Diese Karosserie wurde etwas später zu ihrer endgültigen Form weiterentwickelt, indem die Gestalt der Motorhaube der Gürtellinie des Autos angepasst wurde und so eine durchgehende Seitenlinie von vorn bis hinten entstand. Der Fortschritt gegenüber dem Phaeton bestand in der Erhöhung der Seitenlinie und damit der Verbesserung der Sicherheit für die Insassen vor allem bei Kurvenfahrt. Torpedo wurde damit zu einer Gattungsbezeichnung.
Ein „Torpedo“ hat üblicherweise vier oder fünf Sitzplätze, ist offen mit aufklappbarem relativ einfachem Stoffdach, hat Türen, aber keine B-Säulen. Nur die hinteren Spriegel und die A-Säulen tragen das Dach. Ein entscheidender Nachteil der Torpedo-Karosserie war der zum großen Teil eher schlechte Wetterschutz des einfachen Verdecks.
Automobile mit Torpedo-Karosserie entstanden bei verschiedenen Herstellern wie Fiat, Isotta Fraschini, Lancia oder Rolls-Royce. Ähnliche Automobilbauarten sind der Phaeton und der Baquet. Diese Formen näherten sich im Laufe der Zeit immer mehr an und die Bezeichnung Phaeton setzte sich schließlich durch. Allerdings war deren Bedeutung aufgrund modernerer Karosseriebauarten ohnehin seit den 1920er Jahren rückläufig, bis sie noch vor dem Zweiten Weltkrieg komplett verschwand.

## Abweichungen

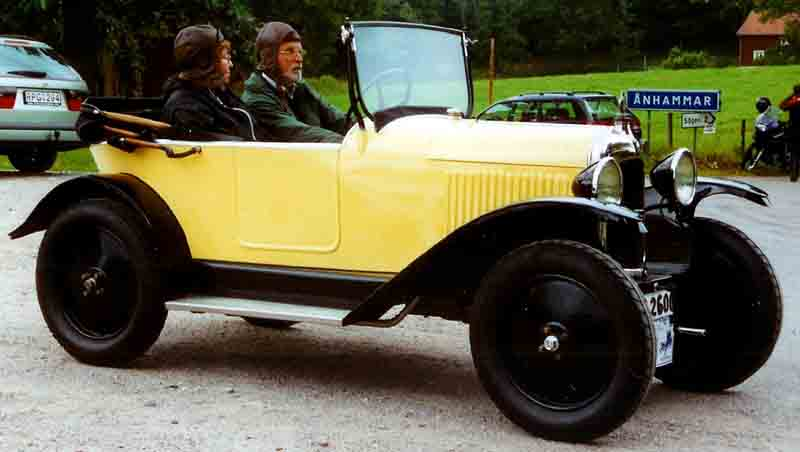
Vom Hersteller ebenfalls Torpedo genannt: Citroën 5 CV (1923), hier als Zweisitzer Type C2. Es gab parallel eine Version C3 mit einem Einzelsitz hinten.

Manche Automobilhersteller und Karosseriebauer verwendeten die Bezeichnung Torpedo auch für andere Modelle, oft für offene Versionen mit sportlichem Einschlag. Frühe Beispiele dafür sind die nur 1911 angebotenen Hupmobile Modell 20 Torpedo, tatsächlich ein zweisitziger Roadster mit eiförmigem Heck, und Modell T Torpedo Runabout, welcher gegenüber anderen T-Modellen dieses Jahrgangs eine längere Motorhaube, rundere Kotflügel und eine tiefere Sitzposition mit daraus resultierender längerer Lenksäule, die in einem flacheren Winkel angebracht war, hatte. Während das Hupmobile Torpedo im folgenden Jahr bereits wieder verschwunden war, legte Ford 1912 ein Modell T Torpedo Roadster auf, das sich allerdings nicht mehr so stark von den anderen Modellen unterschied. Sehr populär wurde in Frankreich der von 1922 bis 1926 gebaute Citroën Modell C, angeboten in zwei Radständen (C2 und C3). Von beiden gab es eine Version Torpédo mit Spitzheck („Entenbürzel“), der C3 wurde wegen des dritten Sitzplatzes hinten auch Trèfle genannt.

## Andere Verwendungen
In der englischsprachigen Welt wird ausgehend von Großbritannien auch heute noch zum Teil ein Lkw mit Motorhaube (Haubenlenker) als Torpedo bezeichnet. In Italien wird als Torpedo in Anlehnung an die Torpedo-Karosserien der Vergangenheit heute noch ein eher einfacher Geländewagen mit Stoff- oder Planverdeck genannt. Als Torpedoblech oder Windlauf bezeichnet man das Karosserieteil zwischen der Windschutzscheibe und der Motorhaube.

## Trivia
Im deutschen, englischen und italienischen Sprachgebrauch bezeichnet Torpedo eine Unterwasserwaffe mit eigenem Antrieb und einer Sprengladung. Es ist anzunehmen, dass der Name der Karosserieform darauf zurückgeht. Im französischen heißt diese Marine-Waffe Torpille.